# 名取祐一郎
名取 祐一郎（なとり ゆういちろう）は、日本の映像作家、アニメーター。1971年生まれ、東京都出身、2005年東京芸術大学絵画科油画専攻卒業、石川県加賀市在住。妻は、作曲家の名取将子。主に、テレビ東京のシナぷしゅ 切り絵アニメーション「ヒカリの森の黒うさぎ」、NHKの音楽番組『みんなのうた』『おかあさんといっしょ』などのアニメーションを制作している。

## 受賞歴
- Animafest Zagreb 2006（クロアチア）
- Anima 2006（ベルギー）
- アジアデジタルアート大賞　動画部門　優秀賞、入賞

## 作品一覧
- テレビ東京 シナぷしゅ

ヒカリの森の黒うさぎ
セリフのない切り絵アニメーション。森の中に住む野生の黒うさぎが主人公。
ビリビリ
紙をビリビリ破きまくり音と感触を想像して楽しむコーナー。
ふみきりカンカン
遮断機の降りた踏切を色んなモノがあらゆる方向へ通過していくアニメーション。
- NHKみんなのうた

「◆」は5分間1曲枠の楽曲。
100年時代 / 大木ハルミ（2020年12月・2021年1月放送）
- NHKおかあさんといっしょ

ぼよよん行進曲 (2022年お正月スペシャル放送分〜)